# باناري
باناري، (بالإنجليزية: Banari)‏، هي بلدية، في مقاطعة ساساري، في إقليم سردينيا الإيطالي، وتقع على بعد حوالي 150 كم (93 ميل) إلى الشمال من كالياري، وحوالي 20 كم (12 ميل) جنوب شرق ساساري.

## السكان
في سنة 1861 بلغ عدد السكان 1٬214 نسمة، وتطور العدد ليصل في سنة 2011 لـ 610 نسمة.
يظهر هذا المخطط البياني تطور النمو السكاني لـ باناري